# Jalea real

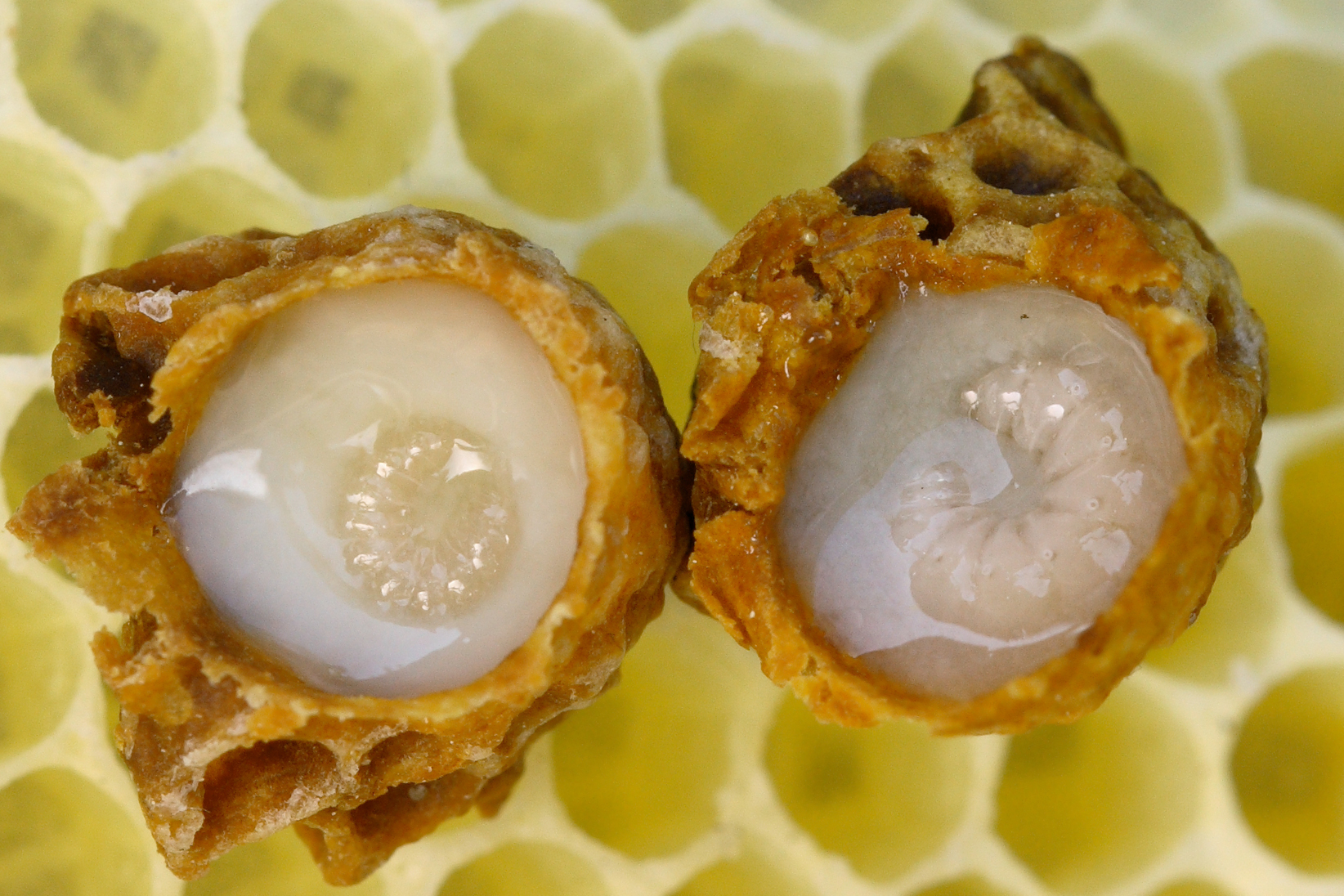
Desarrollo de larvas reales rodeadas de jalea real

La jalea real es una sustancia segregada por las glándulas hipofaríngeas de la cabeza de abejas obreras jóvenes de abejas melíferas, de entre cinco y diez días, que, mezclada con secreciones estomacales, sirve de alimento a todas las larvas durante los primeros tres días de vida. Solo la abeja reina y las larvas de celdas reales que darán origen a una nueva reina son alimentadas siempre con jalea real. Es una sustancia viscosa de un suave color amarillo y sabor ácido.

## Características
Todas las larvas consumen esta jalea; además, las que serán las futuras reinas reciben una jalea pura, sin polen, mientras que las que serán obreras la reciben con algunos granos de polen. Al tercer día, las larvas de obreras dejan de recibir jalea y pasan a consumir un concentrado de miel, agua y polen, mientras que las futuras reinas continuarán consumiendo la jalea real toda su vida. Una investigación de la década de 1960 sugirió que la jalea real contiene una sustancia neuroquímica potente, mientras que un trabajo en 1972 destacó las hormonas en el desarrollo. Más recientemente, los científicos identificaron un conjunto de proteínas en la jalea real, potencialmente involucradas en la generación de reinas.
En el presentimiento de que una de estas proteínas podría ser un ingrediente clave de la jalea real, Masaki Kamakura, un entomólogo del Centro de Investigación en Biotecnología de Toyoma, Japón, diseñó un sencillo experimento. Se almacenó jalea real a una temperatura que degrada sus proteínas a un ritmo diferente y luego probaron si la gelatina tratada térmicamente podría generar reinas. Le costó 30 días que las proteínas de la jalea real desaparecieran. El análisis químico mostró que una proteína, previamente llamada royalactina, era una de las más lentas en desaparecer.  La proteína royalactina, cuando se combina con otros nutrientes, transforma las larvas en reinas con la misma eficacia que la jalea real.[cita requerida]
Esto asegura la supervivencia de las abejas reinas, su mayor tamaño y gran vitalidad para la reproducción. Cabe señalar que el promedio de vida de una abeja obrera es de treinta a cuarenta y cinco días, mientras que una reina puede llegar a vivir hasta cinco años. Las abejas generan entre 250 g y 300 g de jalea para la alimentación de las abejas reinas.

## Composición
Su composición es de casi un 60% de agua, azúcares, proteínas, lípidos y ceniza. Contiene vitaminas B1, B2, B6, B5 (en gran cantidad), B8, E y PP y ácido fólico. Tiene, además, antibióticos, gammaglobulina, albúminas y aminoácidos (arginina, valina, lisina, metionina, prolina, serina, glicina y otras. También contiene minerales como hierro, calcio, sodio, manganeso, cobre, potasio y zinc.

## Conservación
Debido a que se deteriora rápidamente, debe conservarse a bajas temperaturas de entre 0 y -2°C y en recipientes opacos que impidan el paso de la luz. Mantiene los triglicéridos estéricos en excitación mecánica.[cita requerida]

## Usos
La jalea real se vende como suplemento dietético; no obstante, no hay evidencia científica que avale su valor terapéutico. Las propiedades que habitualmente se le atribuyen, extraídas de experiencias personales y literatura no científica, han sido rechazadas en su mayoría por la EFSA.

## Efectos adversos
La jalea real puede producir reacciones alérgicas cuyos síntomas varían desde urticaria, asma o anafilaxia. Se desconoce la incidencia de efectos colaterales alérgicos en gente que consume jalea real, sin embargo el riesgo de padecer alergia es más alto en personas que ya padecen otros tipos de alergia.